# Indipendenza (partito politico)
Indipendenza (in ebraico: סיעת העצמאות - Sia'at Ha'Atzma'ut) è un partito politico israeliano sionista di centro-sinistra, fondato nel gennaio 2011 da Ehud Barak e altri quattro parlamentari laburisti della Knesset.

## Storia
Il 17 gennaio 2011, Ehud Barak e altri quattro parlamentari laburisti, Matan Vilnai (sostituito dopo le sue dimissioni da Shachiv Shnaan), Shalom Simhon, Orit Noked ed Einat Wilf lasciano il Partito Laburista e fondano il nuovo Partito dell'Indipendenza. Nel novembre 2012, Shalom Simhon è subentrato a Barak come capo del partito che non presenta candidati alle elezioni parlamentari del 2013.